# ブロードウェイ (ニューヨーク)
ブロードウェイ（英語: Broadway、 発音: [ˈbrɔːdweɪ]）は、アメリカ合衆国ニューヨーク州を南北に走る目抜き通りである。中でも、ニューヨーク市マンハッタンを走る区間が特に有名である。
マンハッタンの繁華街を南北に貫き、タイムズスクエア付近ではその周辺に劇場街が広がっているため、「ブロードウェイ」という単語は「ミュージカル」の代名詞ともなっている（ブロードウェイ・シアター参照）。

## 概要

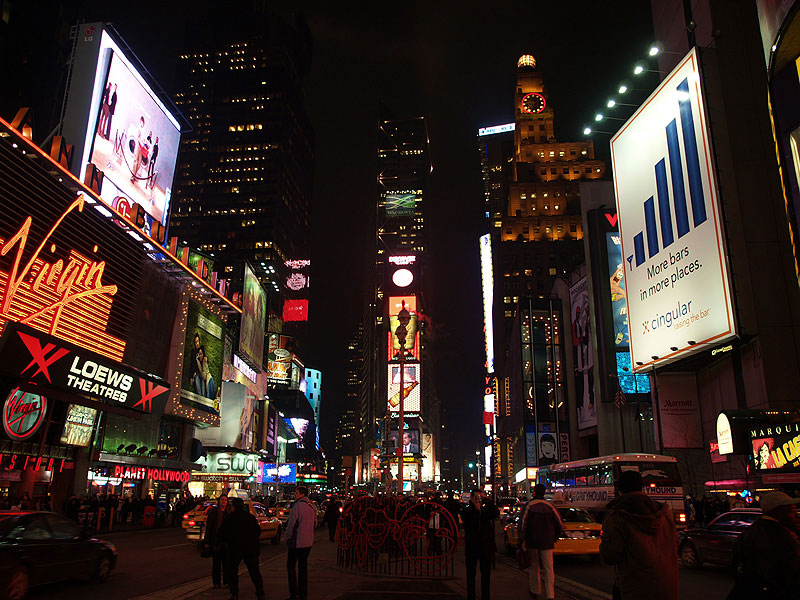
夜のタイムズスクエア
ブロードウェイ（右）と七番街通り（左）が交差する、ニューヨークの繁華街の中心地である。正面のワン・タイムズスクエアの裏側が42丁目通り。

アメリカ合衆国内に Broadway という名の付く通りは多数存在するが、ふつう日本で「ブロードウェイ」というと、このマンハッタンにある「ブロードウェイ」を指す。
一般に「ブロードウェイ」という場合には劇場街 (Theater District) の意味で使われることが多く、日常的に多くの有名な演劇や舞台、ミュージカルなどが開催されているタイムズスクエア周辺のごく一部（この区間は歩行者天国となっている）を指すことが多いが、実際の通りとしてのブロードウェイはマンハッタン島内で20km 以上も続く長い道路であり、劇場のある部分以外は市街路である。
そもそも「Broadway」という名前は 「broad＝広い」「way＝道」という英語からきたもので、街区の中心を貫くメインストリートを意味する。ニューアムステルダム時代にはオランダ語で「brede weg=広い道」と呼ばれたことから、「Broadway」という直訳が生まれた。しかし開発初期の植民地時代はともかく、現在では他の道路と比べて特段広い道ではない。ミッドタウンなどを中心に直交する道路が多い街区を斜めに貫ぬき、現在でも地図上では目立つ通りである。ブロードウェイと格子状街路とが交差する部分には、タイムズスクエアやユニオンスクエアのような広場が設けられたり、フラットアイアンビルディングのような特徴的な建物が建てられたりするなど、単調になりがちな格子状街路の都市に変化を与えている。

## ルート

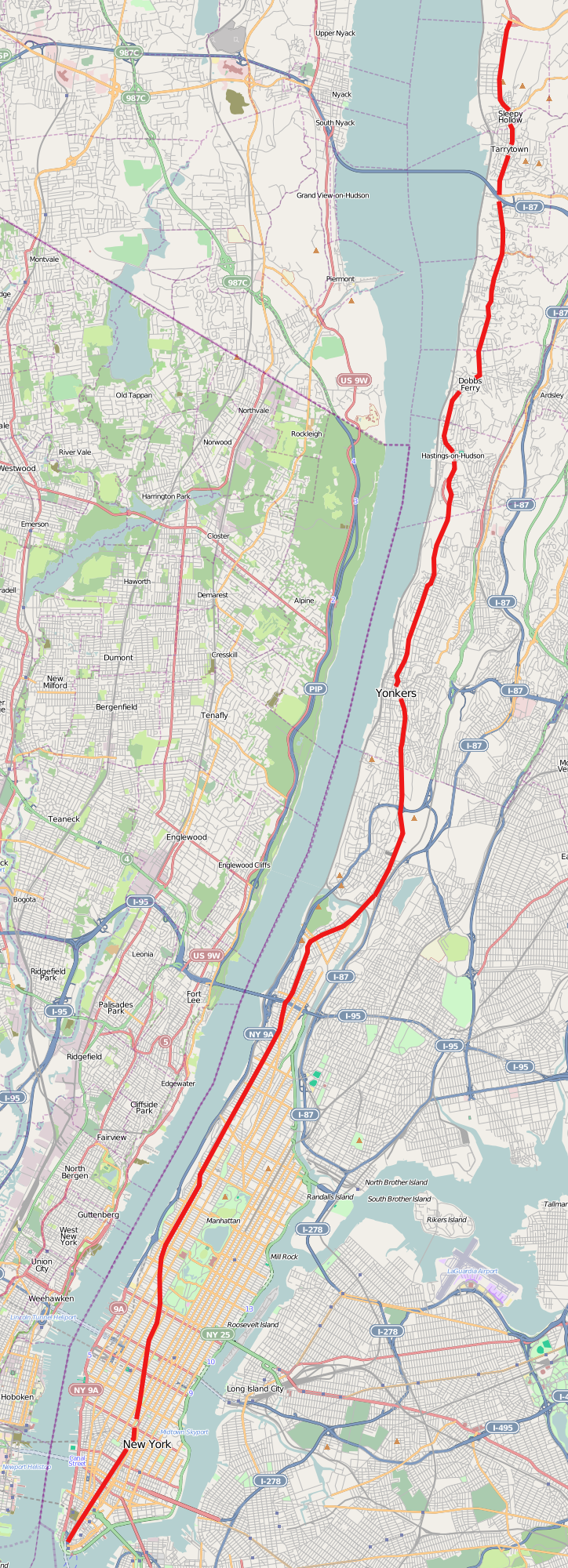
マンハッタン、ブロンクス、ウエストチェスターを南北に走るブロードウェイ（赤線）。

マンハッタン南端のバッテリー・パークを起点とし、北端のハーレム川運河に至るまでマンハッタン島を南北に縦断する。14丁目以南では他の街路 (avenue) とほぼ並行して 5番街の東側を走っているが、ユニオンスクエアからは他の街路と斜めに交差する形で北西へ向かう。セントラル・パークの南西角であるコロンバスサークルを通過すると、島の西側を北に向かって他の街路 (avenue) とほぼ並行して直進する。ブロードウェイ橋を渡りマンハッタン島を抜けてブロンクスに入ってもブロードウェイは続き、ウエストチェスターのスリーピー・ホロウ (en) でブロードウェイの名前は途切れる。178丁目以北では国道9号線と合流する。マンハッタンの区間の全長は13 mi (21 km)、ブロンクスの区間は2 mi (3.2 km)、ウエストチェスターの区間は18 mi (29 km)である。
ニューヨーク市にはブロードウェイという名前の通りが他にも4つあるので、混同しないように注意が必要である。ブルックリン区のブロードウェイ、クイーンズ区の2つのブロードウェイ（アストリアとエルムハーストを結ぶものと、ハミルトン・ビーチを走るもの）、およびスタテンアイランド区のブロードウェイである。本記事で述べるマンハッタン区とブロンクス区のブロードウェイを含め、ニューヨーク市の全ての行政区にはブロードウェイという名の通りがあることになる。また、マンハッタン内にはイースト・ブロードウェイおよびウエスト・ブロードウェイという通りもある。

## 歴史

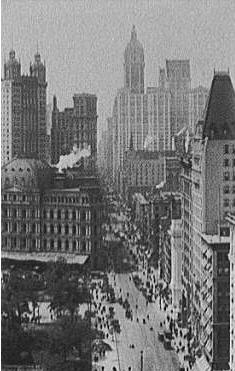
1909年のブロードウェイ

もとはマンハッタン島の低木・沼地・岩場の中を通る、アメリカ先住民の使っていた道 Wickquasgeck Trail （ウィクカスゲック・トレイル）であったが、マンハッタン南端にニューアムステルダム植民地を作ったオランダ人が農場への往還などに利用した。オランダ人探検家・起業家 David de Vries が1642年に書いた記録には、「日頃インディアンたちが通る Wickquasgeck Road」という記述が見られる。
オランダ人はこの道に Heerestraat と命名した。1776年のニューヨーク市の地図では、ブロードウェイは現在のように単にBroadwayではなく"Broadway Street"と記載されている。18世紀半ば頃には、イギリス人はロウワー・マンハッタンの市街地を貫く部分にグレート・ジョージ・ストリート ("Great George Street") と名付けていた。18世紀のブロードウェイはウォール街の少し北の現在のシティ・ホール・パークあたりの公園までで、その先はマンハッタン島の西部を走るブルーミングデール・ロード(Bloomingdale Road) と名付けられていた。ブルーミングデール・ロードは独立戦争の際には英軍に敗れた独立軍撤退の道となった。
農場や森が残っていたマンハッタン中央部や北部は次第に都市化されていったが、19世紀初頭の1811年委員会計画で、マンハッタン全体に格子状の街路を作るという都市計画が立てられた。以後、まだ都市化されていなかったマンハッタンエリアの従来の野道は格子状街路に置き換えられて消えていったが、ブルーミングデール・ロードだけは残ることになる。ブルーミングデール・ロードは19世紀の間に拡張・舗装され、コロンバス・サークルより北の区間は19世紀後半にはザ・ブールバード ("The Boulevard") と名付けられる。1899年2月14日に"Broadway"はかつてのBroadway/Bloomingdale/Boulevardをつなげた全区間を指すようになった。
現在はジョージ・ワシントン橋より北の区間は国道9号線が合流している。
1902年2月3日付けのen:New York Evening Telegramによってブロードウェイのタイムズスクエアあたりは "Great White Way" と呼ばれるようになり、劇場街としてエンターテイメント産業が隆盛を誇った。多くのきらびやかな劇場が建ち並び、イルミネーション、看板（マーキー）、ビルボードや広告がこのエリアを飾った。家族連れや子供連れでも楽しめる街だったが、1970年代から80年代にかけて舞台演劇の衰退とともにポルノ産業が進出して治安が悪化した。1990年代に入り、市長であるルドルフ・ジュリアーニの提唱により情報・音楽・娯楽関連企業の大型店舗が誘致され、治安が回復した。治安悪化に悩む自治体のモデルともなった。
ブロードウェイの基点となる公園ボウリング・グリーンから、市庁舎前のシティ・ホール・パークまでの、フィナンシャル・ディストリクトを貫く部分は、両側を金融機関などの超高層ビルが立ち並ぶ。この区間は、兵士やスポーツチームなどの凱旋行進が行われることが多く「英雄たちの峡谷」("Canyon of Heroes") の異名でも呼ばれる。こうしたパレードは「ティッカーテープ・パレード」と呼ばれ、もとは銀行員らが電信用のティッカーテープの紙吹雪を両側のビルからパレードの主役や観客の上に降らせた。現在もシュレッダーをかけた紙束などが紙吹雪として使われている。

## 建築
ブロードウェイには、たくさんのビルが建ち並んでいる。その中でも特に歴史的で有名なビルの一覧。
- 1 ブロードウェイ - 1番地
- 2 ブロードウェイ - 2番地
- 26 ブロードウェイ - 26番地
- 200 ブロードウェイ - 200番地
- アメリカン・シュアティ・ビル - 100番地
- コービン・ビル - 196番地
- エクイタブル・ビル - 120番地
- グランドセントラルホテル - 673番地
- モルガン・スタンレー・ビル - 1585番地
- パラマウント・ビル - 1501番地
- シンガービル - リバティ・ストリート&ブロードウェイ
- トリニティ教会 - 79番地
- ウィンター・ガーデン・シアター - 1634番地
- ウールワースビル - 233番地